# Schefflera planchoniana
Schefflera planchoniana är en araliaväxtart som först beskrevs av Élie Marchal, och fick sitt nu gällande namn av Hermann August Theodor Harms. Schefflera planchoniana ingår i släktet Schefflera och familjen araliaväxter.
Artens utbredningsområde är Ecuador. Inga underarter finns listade.